# Heukewalde
Heukewalde é um município da Alemanha localizado no distrito de Altenburger Land, estado da Turíngia.  Pertence ao Verwaltungsgemeinschaft de Oberes Sprottental.

## demografia
Evolução da população (a partir de 1994, em 31 de dezembro):
| - 1933 - 256 - 1939 - 245 - 1994 - 215 - 1995 - 236 - 1996 - 242 | - 1997 - 240 - 1998 - 236 - 1999 - 245 - 2000 - 241 - 2001 - 236 | - 2002 - 237 - 2003 - 244 - 2004 - 229 |

 Fonte a partir de 1994: Thüringer Landesamt für Statistik